# Раду-Водэ
Раду-Водэ (рум. Radu Vodă) — мужской монастырь Румынской православной церкви в Бухаресте. Стоит на одноимённом холме в самом центре столицы Румынии.
Монастырь основан Александром II и его женой Екатериной в благодарность за победу в битве. Его сын, Михня II, одарил монастырь поместьями, деревнями и реликвиями, повысив его престиж в Валахии. Во время его правления в монастыре была основана первая в Бухаресте библиотека.
23 июня 1671 года впервые упоминается в документах Дионисий как игумен монастыря Святой Троицы (Раду-Водэ), являвшегося с 1613 года метохом афонского Иверского монастыря. Дионисий управлял данной обителью до июня 1672 года, когда он был хиротонисан в митрополита Унгро-Влашского.
В монастыре похоронен патриарх Константинопольский Дионисий IV (ум. 1696 г.).
Монастырь был отреставрирован в 1969—1974 годах по инициативе патриарха Юстиниана. После смерти патриарха в 1977 году, он был захоронен в стене монастыря.

## Галерея

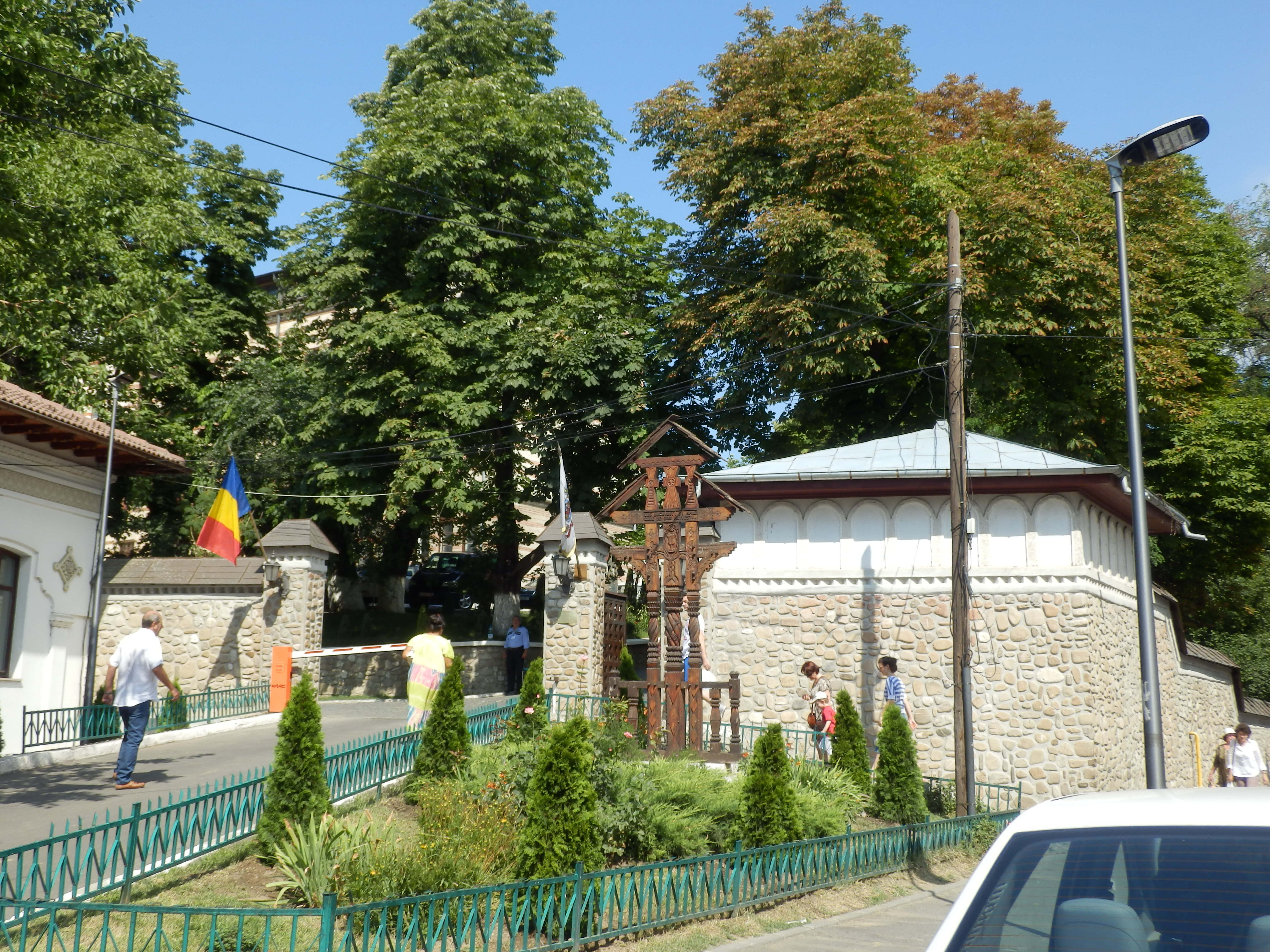
Врата
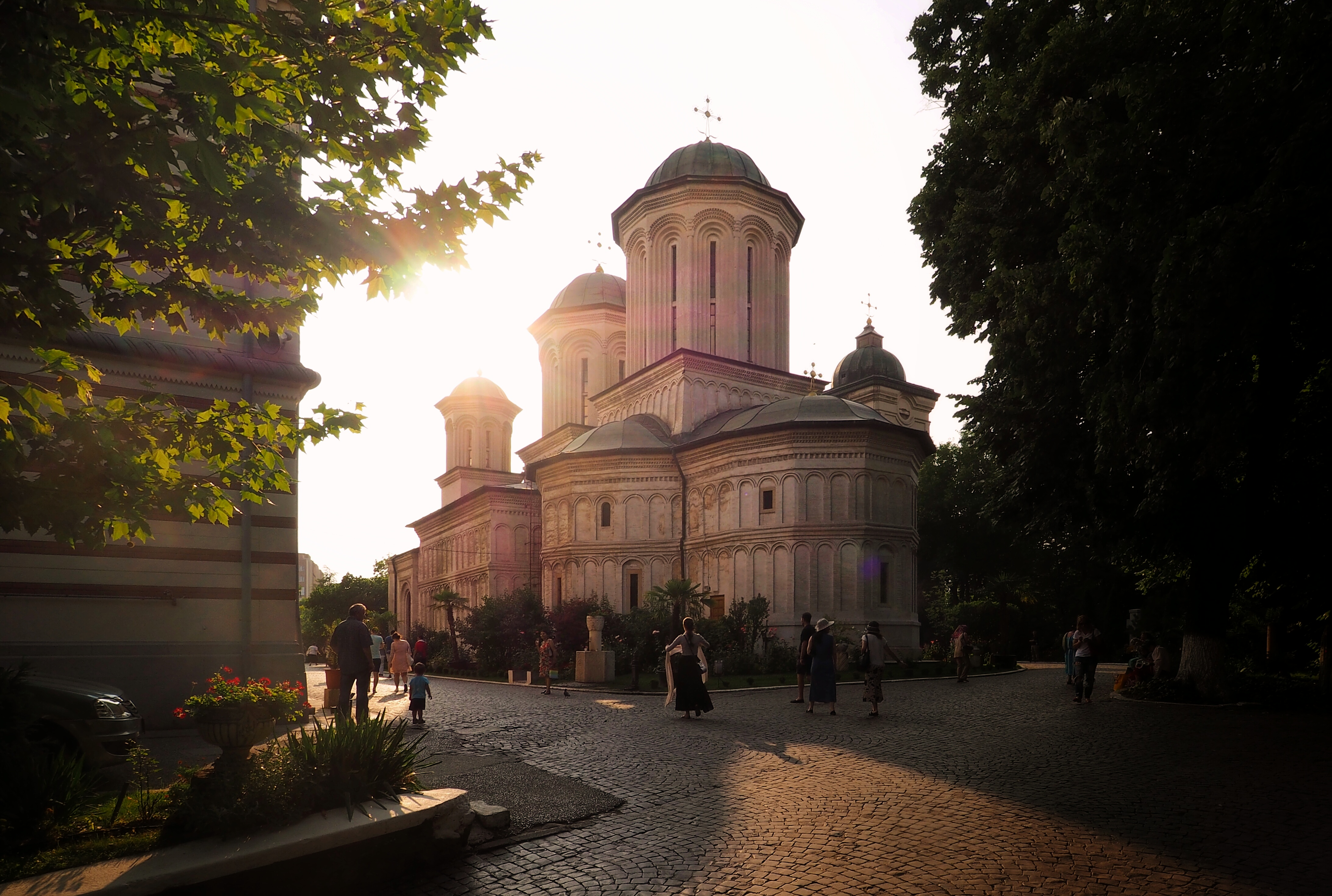
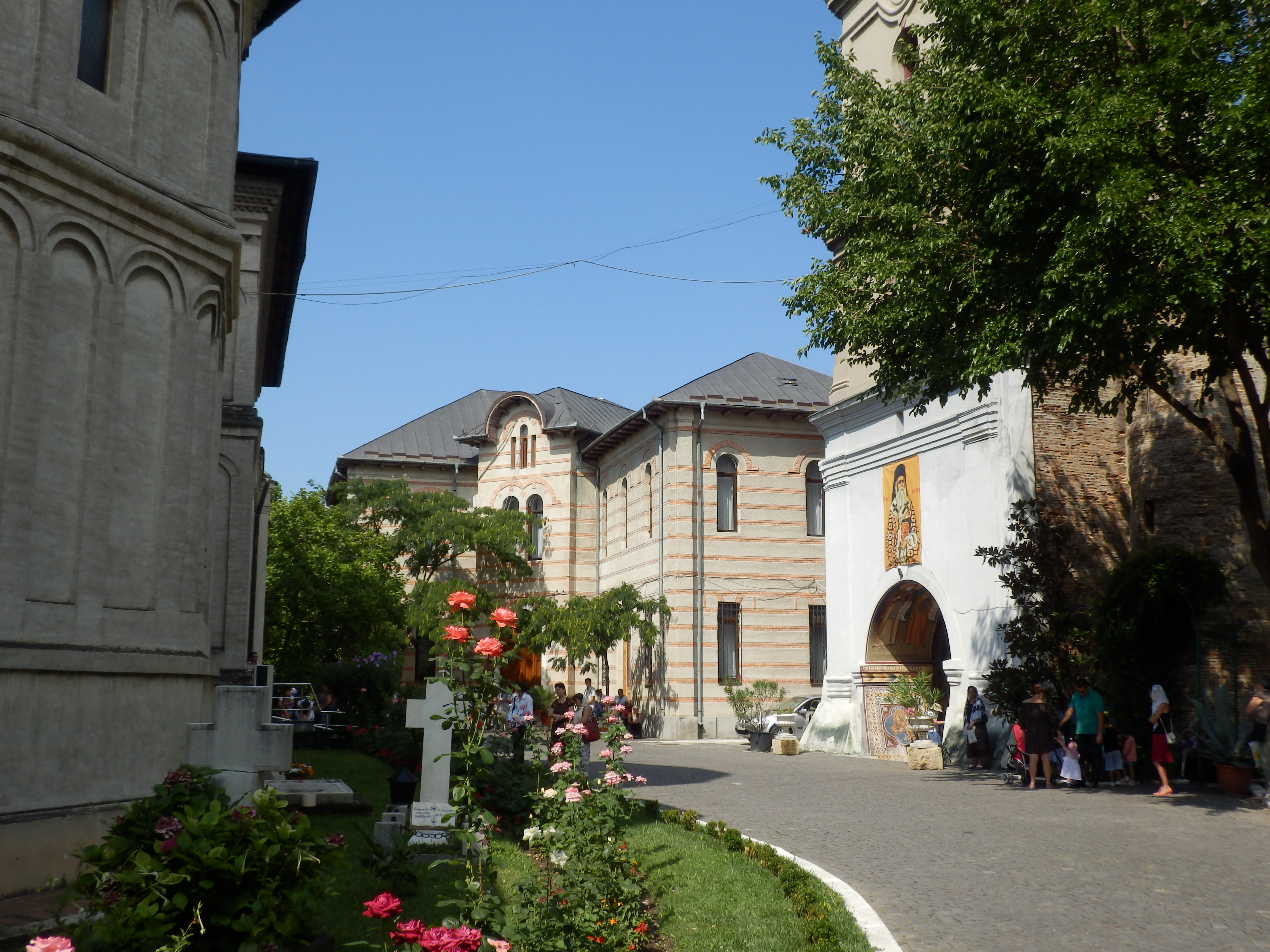
Двор
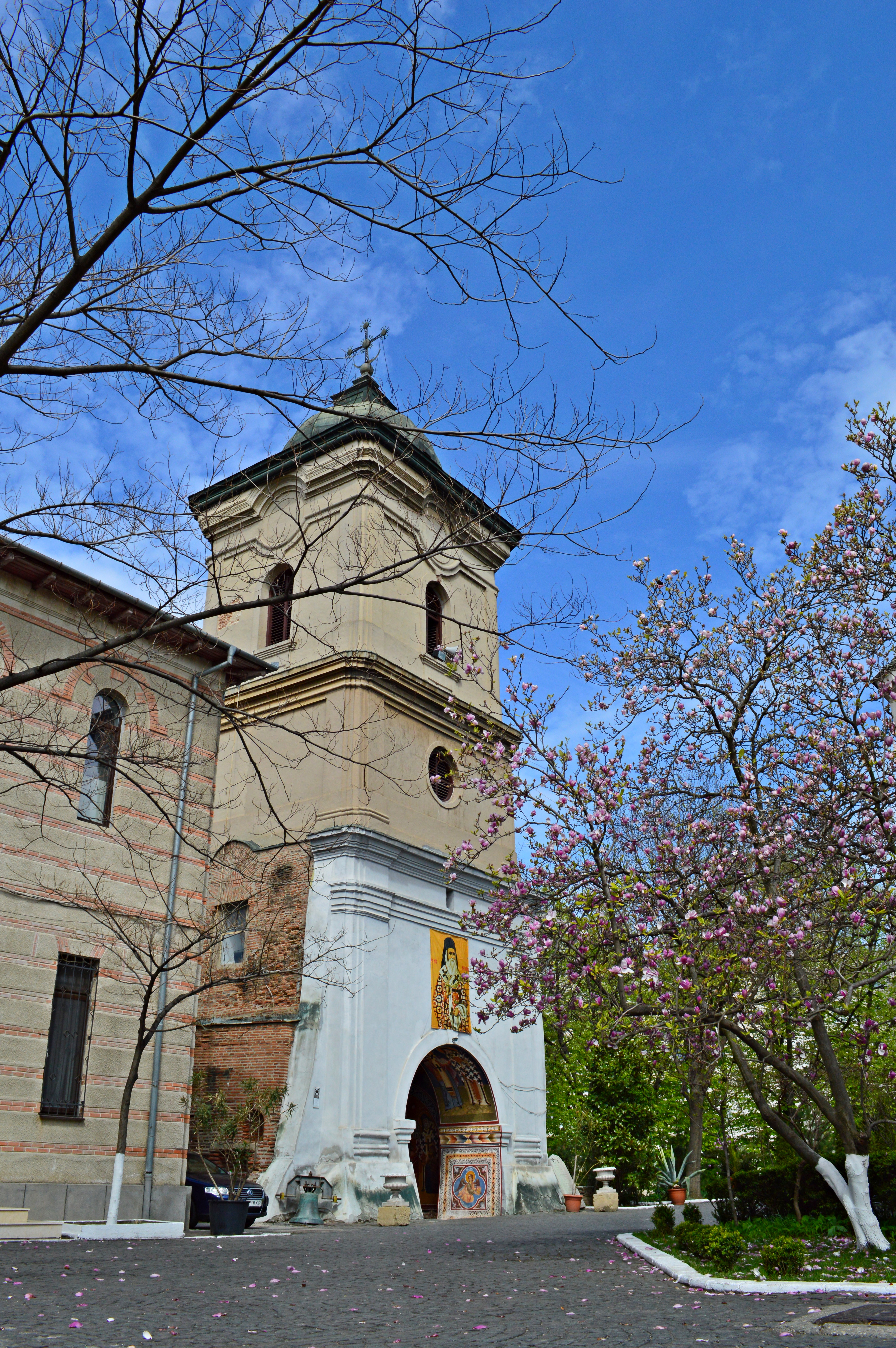
Колокольня
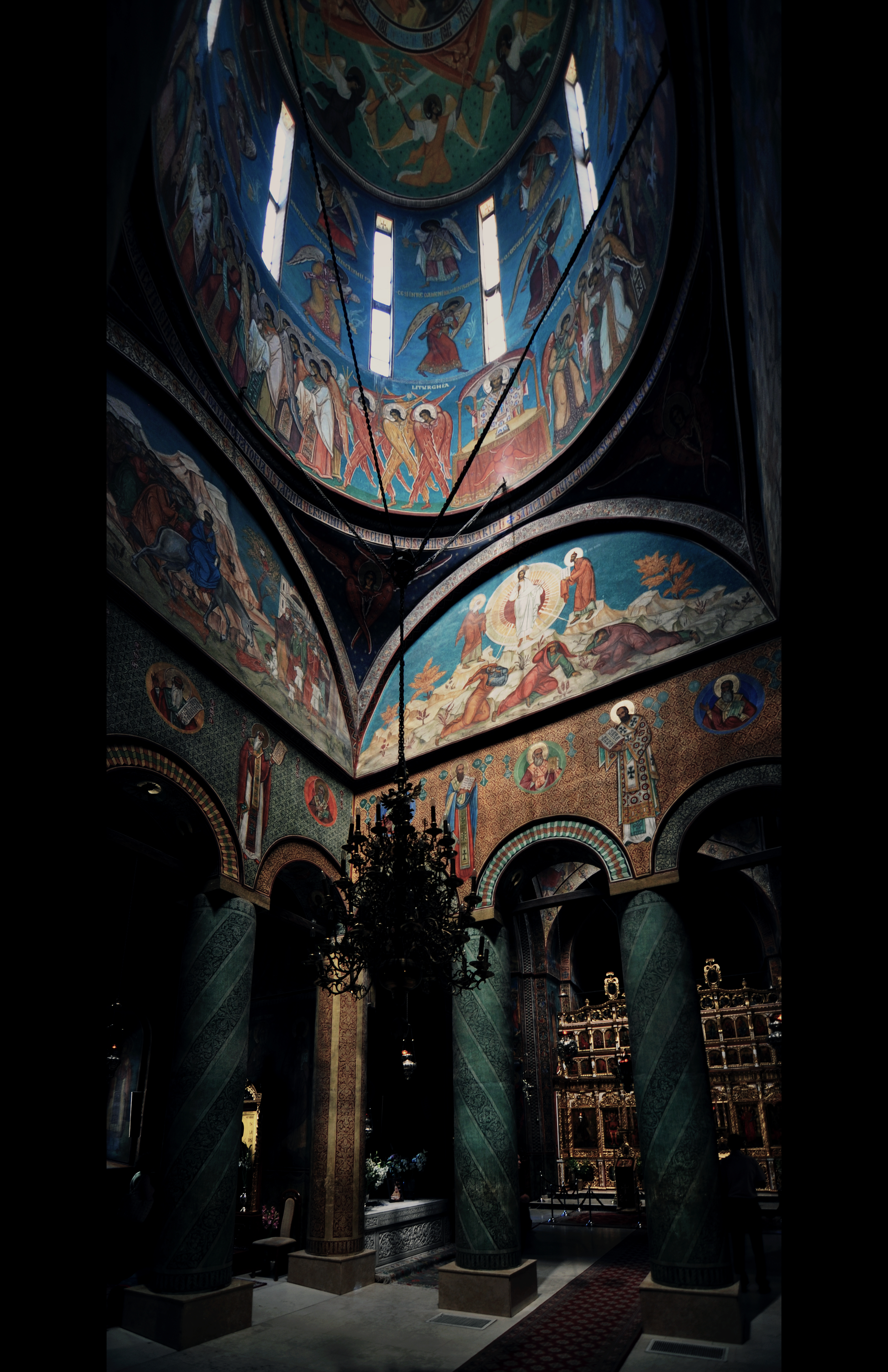
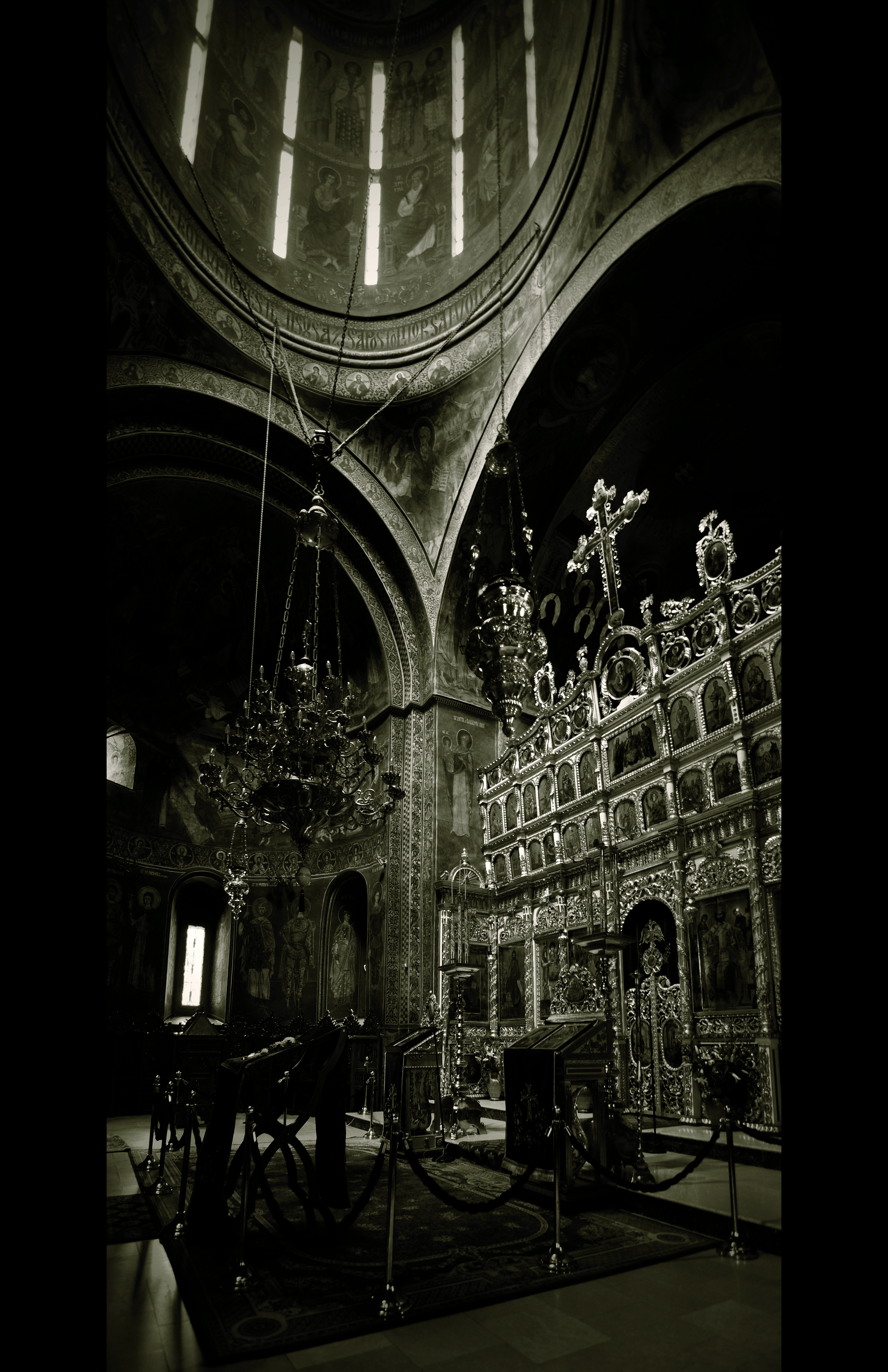
Алтарь
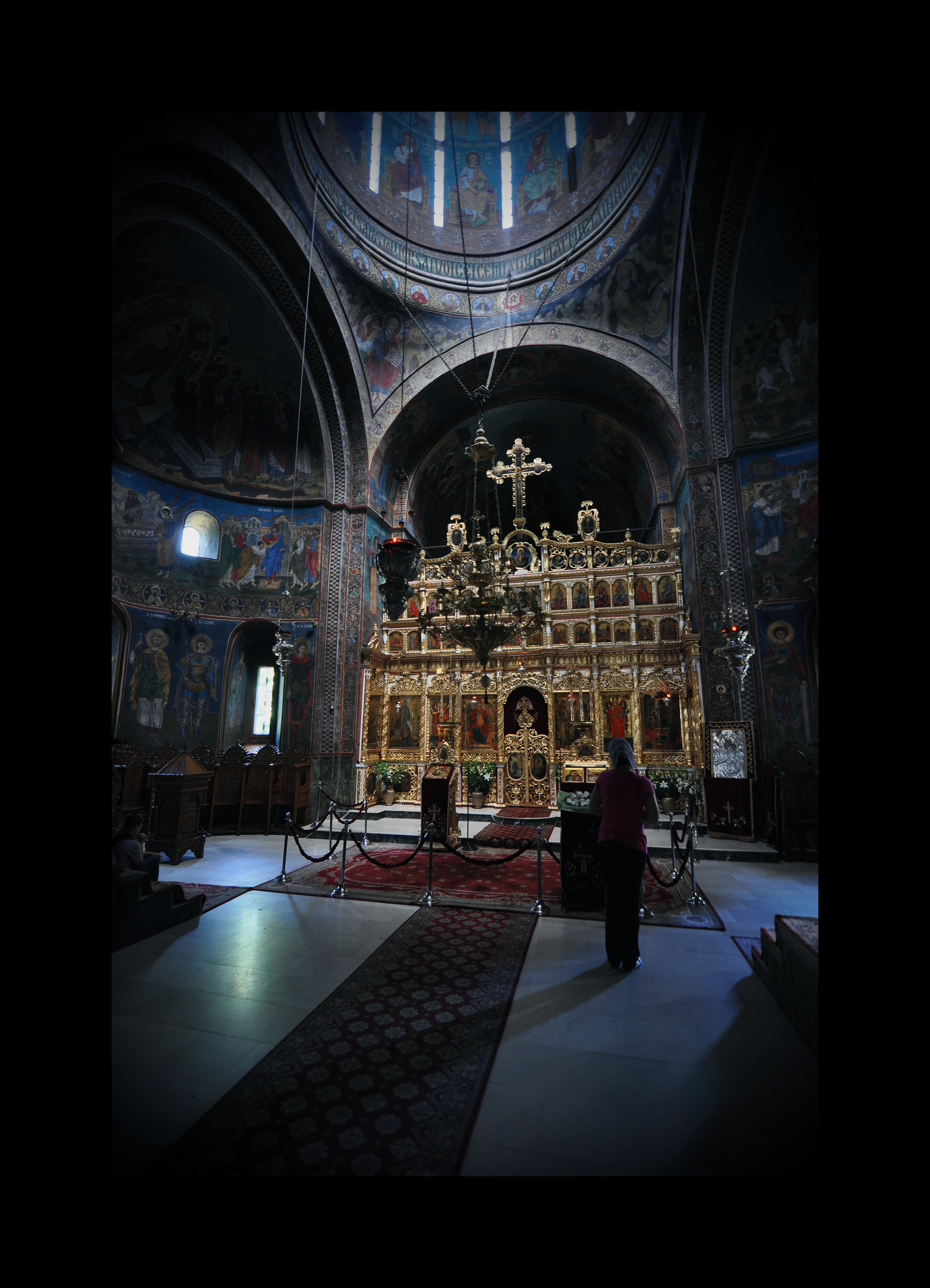
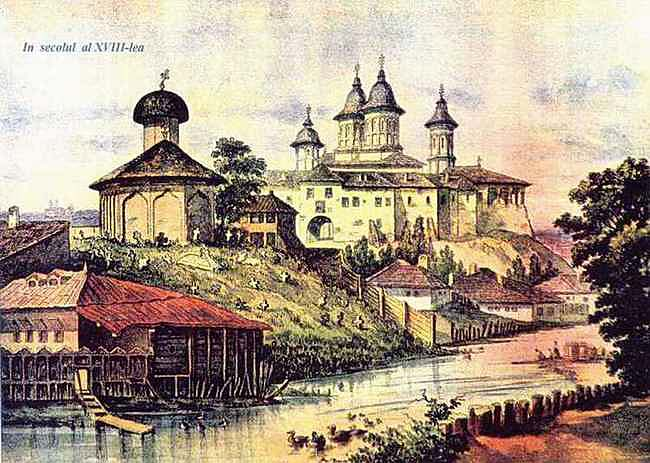
XVIII век